# هوهنفلس (کنستانتس)
هوهنفلس (به آلمانی: Hohenfels) یک شهر در آلمان است که در Konstanz واقع شده‌است. هوهنفلس ۱٬۹۹۰ نفر جمعیت دارد.